# Llardecans
Llardecans là một đô thị trong tỉnh Lleida, cộng đồng tự trị Cataluña Tây Ban Nha. Đô thị Llardecans có diện tích là 65,5 ki-lô-mét vuông, dân số năm 2009 là 521 người với mật độ 7,95 người/km². Đô thị Llardecans có cự ly 33,3 km so với tỉnh lỵ Lleida.